# E14 (Norge)
E14 eller Europaväg 14 (norska: Europavei 14) är en europaväg som samtidigt utgör riksväg i Trøndelag fylke i Norge. Den går mellan tätorten Stjørdalshalsen i Stjørdals kommun och svenska gränsen vid Storlien och ingår i den internationella Europaväg 14.
Inom Norge är vägen 68,0 kilometer lång och asfalterad. Den går till större delen parallellt med Stjördalsälven och passerar bland annat genom tätorterna Hegra och Midtbygda.

## Anslutningar
Europaväg 14 ansluter till:
- Europaväg 6 (vid Stjørdalshalsen)
- Fylkesväg 752 (vid Hegra)
- Europaväg 14 i Sverige (vid Storlien)